# Marian Friedberg
Marian Friedberg (ur. 11 czerwca 1902 we Lwowie, zm. 30 marca 1969 w Krakowie) – polski historyk, wykładowca Uniwersytetu Jagiellońskiego, członek korespondent PAU.

## Życiorys
Urodził się w rodzinie Jana (1870–1949), historyka, dyrektora gimnazjum, i Wandy z Kotiersów (1877–1958). Brat Heleny (1908–1982), bibliotekarki, i Zofii (1904–1983), bratanek Wilhelma, profesora paleozoologii Uniwersytetów Poznańskiego i Jagiellońskiego.  
Uczęszczał w latach 1915–1919 do gimnazjum we Lwowie, potem do Królewskiego Gimnazjum w Ostrowie Wielkopolskim, gdzie jego ojciec objął stanowisko dyrektora. Maturę zdał w 1921, następnie do 1925 studiował historię i literaturę polską na Wydziale Filozoficznym Uniwersytetu Jagiellońskiego, m.in. pod kierunkiem Romana Grodeckiego i Władysława Semkowicza. W 1926 obronił doktorat na UJ na podstawie pracy Ród Łabędziów w wiekach średnich. Pracował w Archiwum Akt Dawnych w Krakowie, początkowo jako pomocnik kancelaryjny, od 1926 archiwariusz; w okresie II wojny światowej na stanowisku kierownika przyczynił się do uratowania znacznej części zbiorów archiwum, gromadził także polską prasę konspiracyjną. 
Po wojnie pełnił funkcję dyrektora krakowskiego Archiwum Akt Dawnych, w 1945 habilitował się na UJ na podstawie pracy Kultura polska a niemiecka. Elementy rodzime a wpływy niemieckie w ustroju i kulturze Polski średniowiecznej, w 1954 otrzymał tytuł profesora nadzwyczajnego; w 1959 przeszedł na stanowisko kustosza Oddziału Akt Miejskich Archiwum Państwowego Miasta Krakowa i Województwa Krakowskiego. W latach 1946–1952 prowadził wykłady z archiwistyki, genezy rycerstwa polskiego, heraldyki miejskiej, historii miast oraz sfragistyki na Uniwersytecie Jagiellońskim. Przeszedł na emeryturę w 1968. Krótko po wojnie opracowywał na potrzeby Rady Miejskiej Krakowa nowe nazwy ulic; chcąc skoncentrować się na pracy w archiwum, nie przyjął na początku lat 50. katedry archiwistyki i nauk pomocniczych historii na UJ.
Brał czynny udział w Zjeździe Historyków Polskich we Wrocławiu w 1948 oraz Konferencjach Metodycznych Archiwistów w 1961; współpracował z pismem „Archeion”. W 1947 został członkiem korespondentem PAU, już od 1936 był członkiem Komisji Historii Sztuki PAU, a od 1937 członkiem Komisji Historycznej PAU; kierował pracami wydawniczymi tej komisji. Należał także do Towarzystwa Miłośników Historii i Zabytków Krakowa oraz paryskiego Societe d'Histoire du Droit. 
W pracy naukowej zajmował się archiwistyką, historią średniowieczną Polski, genealogią i heraldyką. W 1961 przedstawił szeroki plan prac badawczych w polskiej archiwistyce. Badał wpływy niemieckie na ziemiach polskich do XIV wieku oraz najnowsze dzieje Wielkopolski. Wraz z Marią Friedbergową opracował Bibliografię historii polskiej za lata 1930–1932, przygotował również indeksy osobowe i miejscowe do Akt unii Polski z Litwą 1385–1791, wydanych w 1932 przez Władysława Semkowicza i Stanisława Kutrzebę. Sam Friedberg wydał akta kancelaryjne miast Krakowa i Kazimierza nad Wisłą.
Był mężem Marii z Mazanków (1900–1993), bibliotekarki.
Zmarł w Krakowie, pochowany na cmentarzu Rakowickim (kwatera XXXIII-wsch-19).

## Niektóre prace
- Założenie i początkowe dzieje kościoła Najświętszej Panny Marii w Krakowie (1928)
- Rozsiedlenie rodów rycerskich w województwie sandomierskim w wieku XV (1930)
- Klejnoty Długoszowe (1931)
- Herb miasta Krakowa (1937)
- Klientela świecka biskupa krakowskiego w wieku XII–XIV (1938)
- Archiwa i biblioteki krakowskie 1939–1945 (1946, [w:] Kraków pod rządami wroga)
- Kultura polska a niemiecka (1946, nagroda PAU w 1947)
- Średniowieczne miasta śląskie i rola w nich czynnika polskiego (1948, [w:] Dolny Śląsk)
- Ołtarz krakowski Wita Stwosza (1952)
- Kraków w dobie Odrodzenia (1957)
- Wydawanie źródeł archiwalnych (1963)
- Przygotowanie do zawodu archiwisty (1966)

## Ordery i odznaczenia
- Krzyż Oficerski Orderu Odrodzenia Polski (1960)
- Złoty Krzyż Zasługi (2 lipca 1955)[4]
- Srebrny Krzyż Zasługi (1937)
- Medal 10-lecia Polski Ludowej (22 grudnia 1954)[5]
- Złota Odznaka Miasta Krakowa

Źródło:.